# Genre artistique
Pour les articles homonymes, voir genre.

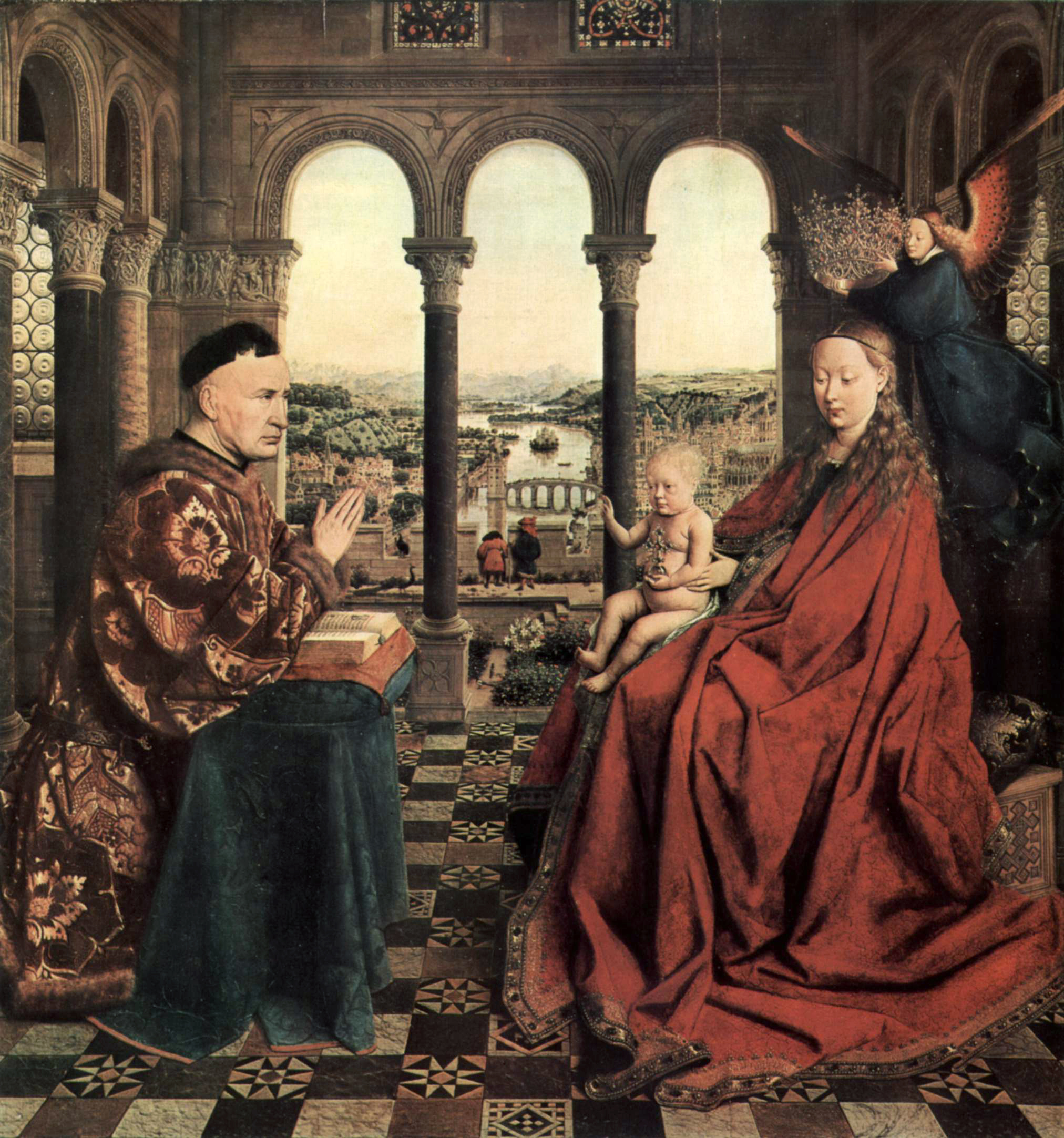
L'attribution d'un genre à une œuvre artistique n'est pas toujours évidente : La Vierge du chancelier Rolin de Jan van Eyck est elle une œuvre religieuse, un nu, un portrait ?

Le genre artistique, dans les arts et lettres, est une classification typologique des œuvres, qui se distingue du style (littéraire, architectural ou autre), ainsi que du registre (littéraire, musical ou autre) et se réfère à un ensemble traditionnel de caractéristiques matérielles, formelles et finales[réf. nécessaire].

## Typologie
Cette typologie est généralement associée à un ordre de valeur, comme c'est le cas dans les beaux-arts avec la hiérarchie des genres. 
Chaque art a ses genres, mais les rapports entre ces classifications sont étroits :
- le genre musical
- le genre cinématographique
- le genre théâtral
- le genre littéraire
- la peinture possède sa propre hiérarchie des genres qui comprend tous les genres picturaux.
  - dans ce domaine, le mot « genre » peut désigner la « peinture de genre ». Cette acception connaît un emploi élargi à d'autres arts grâce à l'expression « scène de genre ».

Par extension, on peut parler aussi de « genre » pour toute typologie de produits culturels, par exemple :
- le genre des jeux vidéo